# Artère thyroïdienne ima
L'artère thyroïdienne ima (ou artère thyroïdienne moyenne de Neubauer) est une artère inconstante du cou présente pour 3 à 10 % des individus,.

## Origine
L'artère thyroïdienne ima nait de façon variable. Elle peut naitre du tronc brachiocéphalique dans 40% des cas ou directement de l'arc de l'aorte dans 30 % des cas.
De façon moins fréquente, elle peut naître de l'artère carotide commune droite ou gauche et rarement de l'artère subclavière ou de l'artère thoracique interne ou de l'artère mammaire interne.

## Trajet
L'artère thyroïdienne ima monte verticalement dans le médiastin antérieur en avant de la trachée.

## Terminaison
L'artère thyroïdienne ima se termine en se ramifiant dans l'isthme et/ou dans le lobe pyramidal de la glande thyroïde.
Il peut exister des anastomoses avec les autres artères thyroïdiennes.

## Embryologie
L'artère thyroïdienne ima est vestige d'une artère embryonnaire non refermée.

## Aspect clinique
L'artère thyroïdienne ima est généralement fine (1 à 2 mm de diamètre) mais elle peut être plus volumineuse en cas de pathologie thyroïdienne.
Il faut prendre en compte sa présence possible en cas de chirurgie thyroïdienne ou d'une trachéotomie.